# NGC 4785
NGC 4785 est une galaxie spirale (barrée ?) située dans la constellation du Centaure. Sa vitesse par rapport au fond diffus cosmologique est de 3 931 ± 22 km/s, ce qui correspond à une distance de Hubble de 58,0 ± 4,1 Mpc (∼189 millions d'al). NGC 4785 a été découverte par l'astronome britannique John Herschel en 1835.
La classe de luminosité de NGC 4785 est II et elle présente une large raie HI. C'est aussi une galaxie active de type Seyfert 2.
À ce jour, trois mesures non basées sur le décalage vers le rouge (redshift) donnent une distance de 48,967 ± 0,462 Mpc (∼160 millions d'al), ce qui est à l'extérieur des valeurs de la distance de Hubble. Notons cependant que c'est avec la valeur moyenne des mesures indépendantes, lorsqu'elles existent, que la base de données NASA/IPAC calcule le diamètre d'une galaxie et qu'en conséquence le diamètre de NGC 4785 pourrait être d'environ 50,6 kpc (∼165 000 al) si on utilisait la distance de Hubble pour le calculer.